# Тимотеос
Тимотеос (грч. Τιμόθεος) је насељено место у општини Драма у периферији Источна Македонија и Тракија, Грчка. Према попису из 2021. године био је 1 становник.
Тимотеос је било турско село које је 1920. имало 94 становника. Године 1924. турско тсановништво је принудно исељено у Турску а на њихово место је насељено 28 грчких избегличких породица, укупно 95 особа. На попису из 1928. године Тимотеос је имао 29 становника. Током Грчког грађанског рата село је напуштено, да би било обновљено 2011. године. Село се раније звало Махалеџик.